# جولیانو جما
جولیانو جما (به ایتالیایی: Giuliano Gemma) ‏(۲ سپتامبر ۱۹۳۸ – ۱ اکتبر ۲۰۱۳) بازیگر ایتالیایی و قهرمان نامدار ژانر سینمایی «وسترن ایتالیایی» بود.
جولیانو جما در کنار فیلم‌های بازاری و سرگرم‌کننده، وسترن اسپاگتی و فیلم‌های پر ماجرای کمدی در آثار برخی از سینماگران نامی ایتالیا مانند ویتوریو دسیکا، فدریکو فلینی و ماریو مونیچلی ظاهر شده‌است.
دختر او، ورا جما، نیز بازیگر است. جولیانو جما همچنین به عنوان مجسمه ساز کار می کرد.

## زندگی‌نامه
جولیانو جما دوم سپتامبر ۱۹۳۸ در خانواده‌ای با زندگی ساده در رم زاده شد اما بیشتر کودکی خود را در شمال ایتالیا گذراند. در نوجوانی به ورزش علاقه‌مند شد و بدن خود را در ورزش‌هایی مانند بوکس و ژیمناستیک و پرورش اندام ورزیده کرد.
جولیانو به خاطر هیکل مناسب و مهارت بدنی در سال ۱۹۵۹ در فیلم معروف «بن هور» به کارگردانی ویلیام وایلر نقش کوچکی به عهده گرفت. پس از آن در فیلم‌های سینمایی و تلویزیونی در نقش «سیاهی لشکر» ظاهر شد.
وی ابتدا کار خود را در سینما به عنوان یک بدلکار آغاز کرد. سرانجام کارگردان نه چندان شناخته شده سینمای ایتالیا داچیو تزاری از او به عنوان یک بازیگر حرفه‌ای در فیلم پسرم، قهرمان (۱۹۶۲) استفاده کرد. پس از این موفقیت، وی در فیلم یوزپلنگ (۱۹۶۳) ساخته تحسین‌برانگیز لوچینو ویسکونتی در نقش یکی از ژنرال‌های گاریبالدی، رهبر آزادی‌خواه ایتالیا، (در کنار آلن دلون و ترنس هیل) به ایفای نقش پرداخت.
او با فیلم‌های پربیننده‌ای مانند تپانچه‌ای برای رینگو (یا بازگشت رینگو)، انتقام رینگو، خون برای یک دلار نقره‌ای، «روز خشم» در کنار لی وان کلیف نه تنها در ایتالیا بلکه در سراسر جهان به معروفیت زیادی رسید. او در کنار کلینت ایستوود و فرانکو نرو مهمترین بازیگران این ژانر شناخته می شد.
پس از این فیلم جما در وسترن‌های اسپاگتی موفقی همچون یک پیستول برای رینگو، خون برای یک دلار نقره‌ای و روز خشم به ایفای نقش پرداخت که در اکثریت این فیلم‌ها در تیتراژ فیلم با نام مونتگومری وود معرفی می‌شد.
جما در سال ۱۹۷۶ با حضور در فیلم صحرای تاتارها (فیلم) ساخته والری زورلینی توانست جایزه پر اعتبار دیوید دی دوناتالو را از آن خود کند. (بسیاری از صحنه‌های این فیلم در ارگ بم فیلمبرداری شده)
جولیانو جما برای گرفتن «هویت آمریکایی» گاهی در تیتراژ فیلم‌های وسترن، به نام «مونتگمری وود» نامیده می‌شد.
جولیانو جما یکی از بهترین بازی‌های خود را در فیلم «مردی که به زانو درآمد» ارائه داده‌است. این فیلم اثری انتقادی اجتماعی است که دامیانو دامیانی در سال ۱۹۸۰ کارگردانی کرد.
جولیانو جما در سال‌های اخیر بنا به کهولت سن کمتر در سینما بازی می‌کرد، اما در تلویزیون همچنان فعال بود و گاهی به علاقه دیگرش، یعنی مجسمه‌سازی نیز می‌پرداخت.
یکی از آخرین کارهای او در فیلم «پایان خدایان» بود. او در سال ۲۰۱۲ در آخرین فیلم وودی آلن به نام تقدیم به رم با عشق (۲۰۱۲) ظاهر شد.
جولیانو جما در شامگاه سه‌شنبه ۱ اکتبر ۲۰۱۳ در جاده‌ای ساحلی در غرب رم در منطقه‌ای به نام چروتری رانندگی می‌کرد که از روبرو با ماشین دیگری تصادف کرد. او که به همراه دو نفر دیگر به شدت زخمی شده بود، به بیمارستان منتقل شد اما از شدت جراحات در راه، در سن ۷۵ سالگی درگذشت.

## جوایز
جولیانو جما برای بازی در فیلم «بیابان تاتارها» جایزه «داوید دوناتلو»، جایزه مهم سینمای ایتالیا را برنده شد.

## فیلمشناخت
- ونیز، ماه و تو (۱۹۵۸)
- بن هور (۱۹۵۹)
- مسالینا
- تایتان (۱۹۶۲)
- بوکاچو ۷۰ (۱۹۶۲)
- پسرم، قهرمان (۱۹۶۲)
- پلنگ (۱۹۶۳)
- آنجلیک سرگردان (۱۹۶۴)
- شورش گارد پرتورین (۱۹۶۴)
- بازگشت رینگو (۱۹۶۵)
- انتقام رینگو (۱۹۶۵)
- رینگو (۱۹۶۶)
- هفت تیرکش آریزونا (۱۹۶۶)
- روز خشم (۱۹۶۷)
- جایزه بگیرها (۱۹۶۷)
- فاشیستها (۱۹۶۷)
- تکخال و ژوکر (۱۹۶۹)
- ارزش قدرت (۱۹۶۹)
- تعطیلات پر ماجرا (۱۹۶۹)
- کورباری (۱۹۷۰)
- کمان و آتش (۱۹۷۱)
- بن و چارلی (۱۹۷۲)
- دو جوانمرد استثنائی (۱۹۷۳)
- حتی فرشتگان هم لوبیا می‌خورند (۱۹۷۳)
- چارلستون (فیلم ۱۹۷۴) (۱۹۷۴)
- قطار سریع‌السیر آفریقا (۱۹۷۶)
- کالیفرنیا (۱۹۷۷)
- جدال در پالرمو (۱۹۷۷)
- دادگاه مافیا (کورلئونه) (۱۹۷۸)
- یورش بزرگ (۱۹۷۸)
- زین نقره ای (۱۹۷۸)
- مردی که به زانو درآمد (۱۹۸۰)
- حریف (۱۹۸۸)
- یک مرد محترم (۱۹۹۹)
- عشق دیوانه‌وار (۲۰۰۱)
- پاپ ژان پل دوم (۲۰۰۵)
- تقدیم به رم با عشق (۲۰۱۲)
- بزن دستخوش داری